# Пальяновское нефтяное месторождение
Пальяновское — нефтяное месторождение в России. Расположено в Октябрьском районе Ханты-Мансийского автономного округа. Открыто в 1982 году. Входит в состав Красноленинскую группу.
Нефтеносность связана с отложениями юрского возраста. Начальные запасы нефти составляют 100 млн тонн.
Месторождение относится к Западно-Сибирской провинции.
Оператором месторождения является российская нефтяная компания Газпром нефть.
На Пальяновской площади Красноленинского месторождения для добычи нефти из баженовской свиты в 2016 году были пробурены две высокотехнологичные горизонтальные скважины и получен промышленный приток 45 тонн нефти в сутки.
Разработка баженовской свиты на территории Пальяновского месторождения началась в марте 2018 года.